# Lármás rétisas

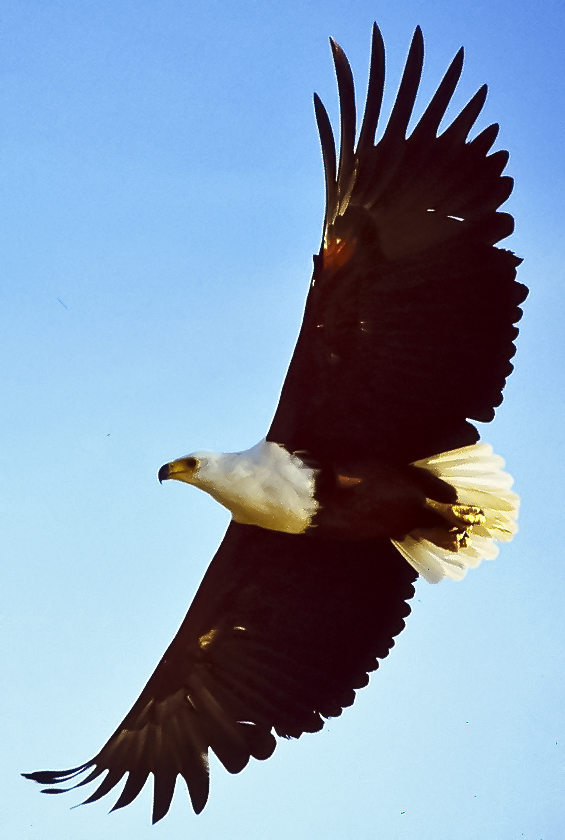
Lármás rétisas röptében

A lármás rétisas (Haliaeetus vocifer) a madarak (Aves) osztályának a vágómadár-alakúak (Accipitriformes) rendjébe, ezen belül a vágómadárfélék (Accipitridae) családjába tartozó faj.
Stilizált formában Namíbia és Dél-Szudán címerét díszíti. Ez a faj továbbá Dél-Szudán, Zambia és Zimbabwe nemzeti madara is.
Nevét jellegzetes, messzire hangzó, éles, kacagásszerű hangja alapján kapta.

## Előfordulása
A Szaharától délre Afrika hatalmas térségein előfordul, kivéve sivatagban és vízmentes területeken. Északnyugaton Mauritánia déli részétől, északkeleten pedig Szudán keleti és Eritrea nyugati részétől déli irányban egészen Afrika legdélebbi részéig honos.

## Megjelenése
Az a fiatalok barnás-szürke színűek. Az ivarérettek feje, nyaka, melle és a farka fehér, a hasa és a lábán a toll gesztenye színű. A szárnya fekete színű. A hím 2-3 kilogramm, a tojó 3-3,6 kilogramm. Testhossza 70-76 centiméter, a szárnyfesztávolsága 175-210 centiméter.

## Életmódja
Legnagyobb mennyiségben halakat, másodsorban madarakat, megtizedeli a flamingócsapatokat is, emlősöket (például majmokat) és vízi teknősöket illetve fiatal krokodilokat is fogyaszt.
A szavannákon és nyílt erdőségekben egy-egy vízparton álló, a víz fölé hajló fa kinyúló ágán órákig képes mozdulatlanul ülni. Csak néha-néha rázza meg fejét és hallatja kellemetlen kacagását.
Vadászattal viszonylag kevés időt tölt, mert elég ügyes vadász és többnyire rövid időn belül sikerül zsákmányt szereznie.
Áldozatát fán, nagyobb bokron ülve tépi szét és fogyasztja el. A földön ritkán marad elejtett zsákmányával, mert ott könnyen el tudnák venni tőle a nagyobb emlős ragadozók vagy a dögevők.

## Szaporodása

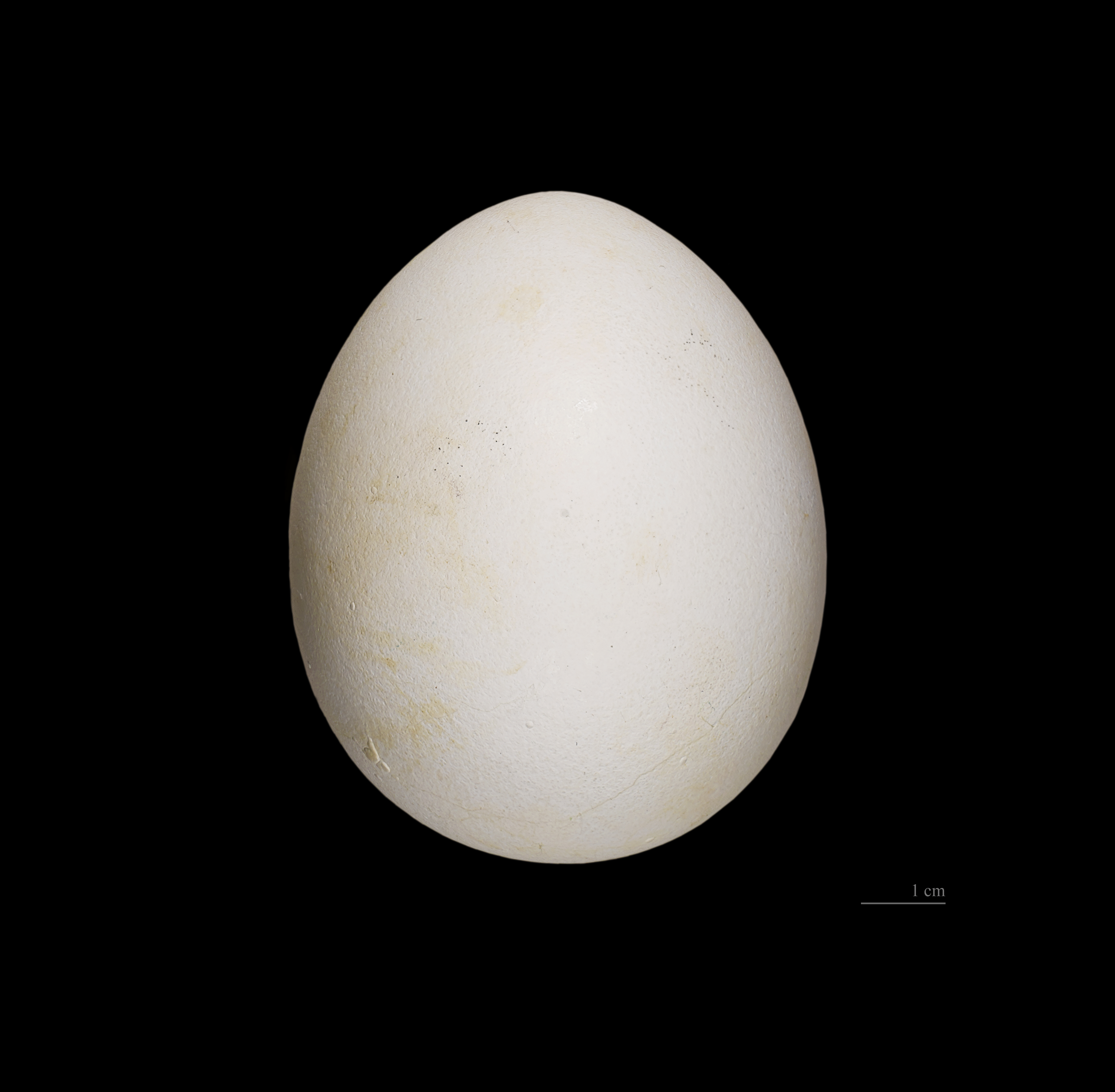
Haliaeetus vocifer

Afrika déli részén áprilistól októberig, keleti partvidékén júniustól decemberig, nyugati partvidékén októbertől áprilisig. 
Fészekalja 2 tojásból áll, melyen 44 napig kotlik.